# 1,3-Dibromaceton
1,3-Dibromaceton ist eine chemische Verbindung aus der Gruppe der Ketone.

## Vorkommen

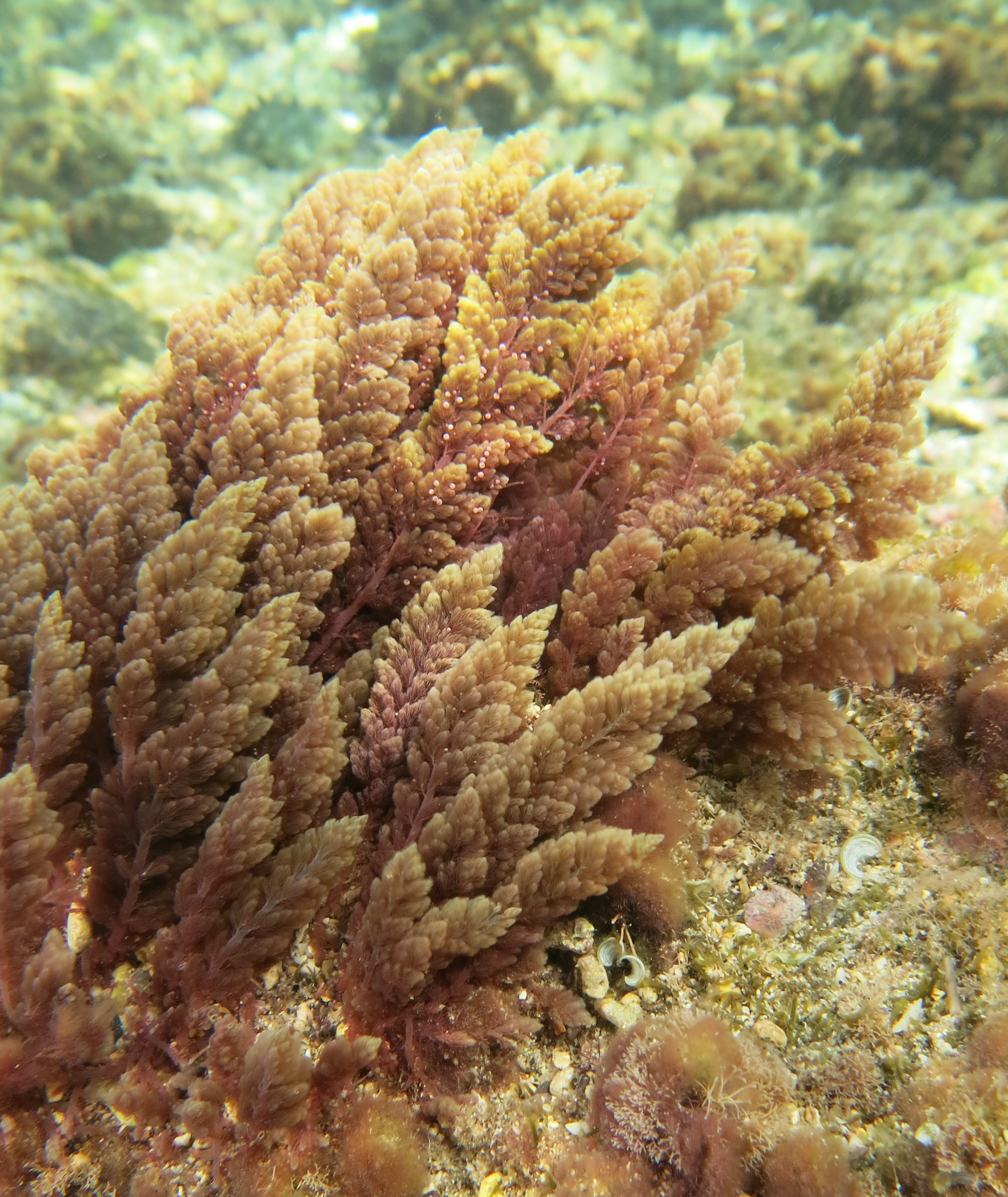
Rotalge Asparagopsis taxiformis

1,3-Dibromaceton wurde in den Rotalgen Asparagopsis armata und Asparagopsis taxiformis nachgewiesen.

## Gewinnung und Darstellung
1,3-Dibromaceton kann durch Oxidation von 1,3-Dibrompropan-2-ol (Dibromhydrin) mit Kaliumdichromat / Schwefelsäure gewonnen werden. 1,3-Dibrompropan-2-ol kann wiederum durch Bromierung von Glycerin mit Phosphortribromid gewonnen werden.

## Eigenschaften
1,3-Dibromaceton ist ein Feststoff der in Form von nadelförmigen Kristallen aus Lösungsmitteln ausfällt und bei Temperaturen über 26 °C schmilzt. Die Verbindung zeigt (wie andere polyhalogenierte Ketone) eine starke antibakterielle Wirkung.

## Verwendung
1,3-Dibromaceton wird hauptsächlich in der Synthese organischer Moleküle und Materialien eingesetzt. Seine beiden Bromatome sind reaktive Zentren, die das Molekül zu einem nützlichen Reagenz für Kupplungsreaktionen machen, bei denen es Kohlenstoff-Kohlenstoff- und Kohlenstoff-Heteroatom-Bindungen bilden kann. In der Polymerforschung wird es verwendet, um Bromfunktionalitäten einzuführen, die später modifiziert oder zur Herstellung von flammsicheren Materialien verwendet werden können. Darüber hinaus ist diese Verbindung an der Herstellung biologisch aktiver Moleküle beteiligt, indem sie als Schlüsselintermediat in ihrer Synthese dient. Die Verbindung kann auch zur Herstellung von Cyanolipiden verwendet werden, indem es zunächst mit Fettsäuresalzen unter Verwendung eines Phasentransferkatalysators in einem unpolaren Lösungsmittel verestert wird, gefolgt von einer Wittig-Reaktion mit Cyanomethylentriphenylphosphoran.